# Terrat (Arusha)
Terrat è una circoscrizione urbana (urban ward) della Tanzania situata nel distretto urbano di Arusha, regione di Arusha. Conta una popolazione di 21 790 abitanti (censimento 2012).